# Igreja de São Paulo (Tavira)

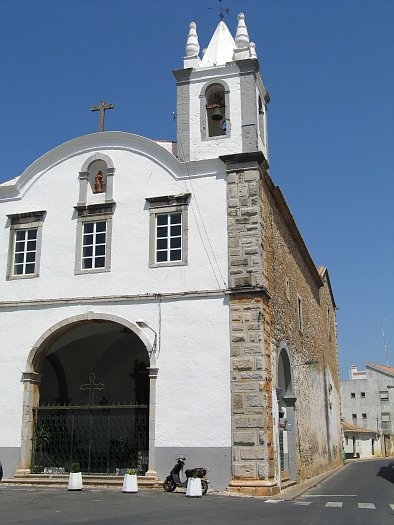
Igreja de São Paulo (Convento dos Eremitas de São Paulo)

A Igreja de São Paulo, também designada por Igreja de Nossa Senhora da Ajuda, fica situada na freguesia de Santa Maria, na cidade de Tavira, Portugal.
Datada de 1606, reinado de Filipe II, esta igreja fica anexa ao Convento dos Eremitas de São Paulo, tendo sido ergida dentro dos valores do austero "estilo chão". Apresenta uma fachada desornamentada, a qual foi alterada no século XVIII com a introdução de três janelas de verga reta. O seu interior é em forma de cruz latina, composta pelos volumes da capela-mor, transepto e nave única. Contêm diversas obras religiosas dos séculos XVI, XVII e XVIII, provenientes de outras igrejas e conventos extintos. Destas obras, destaca-se a imagem de Nossa Senhora da Ajuda, originária do Convento dos Frades de Nossa Senhora da Ajuda e ainda o retábulo de Nossa Senhora do Carmo, feito em 1730 pelo entalhador Gaspar Martins.

## Galeria

Galeria
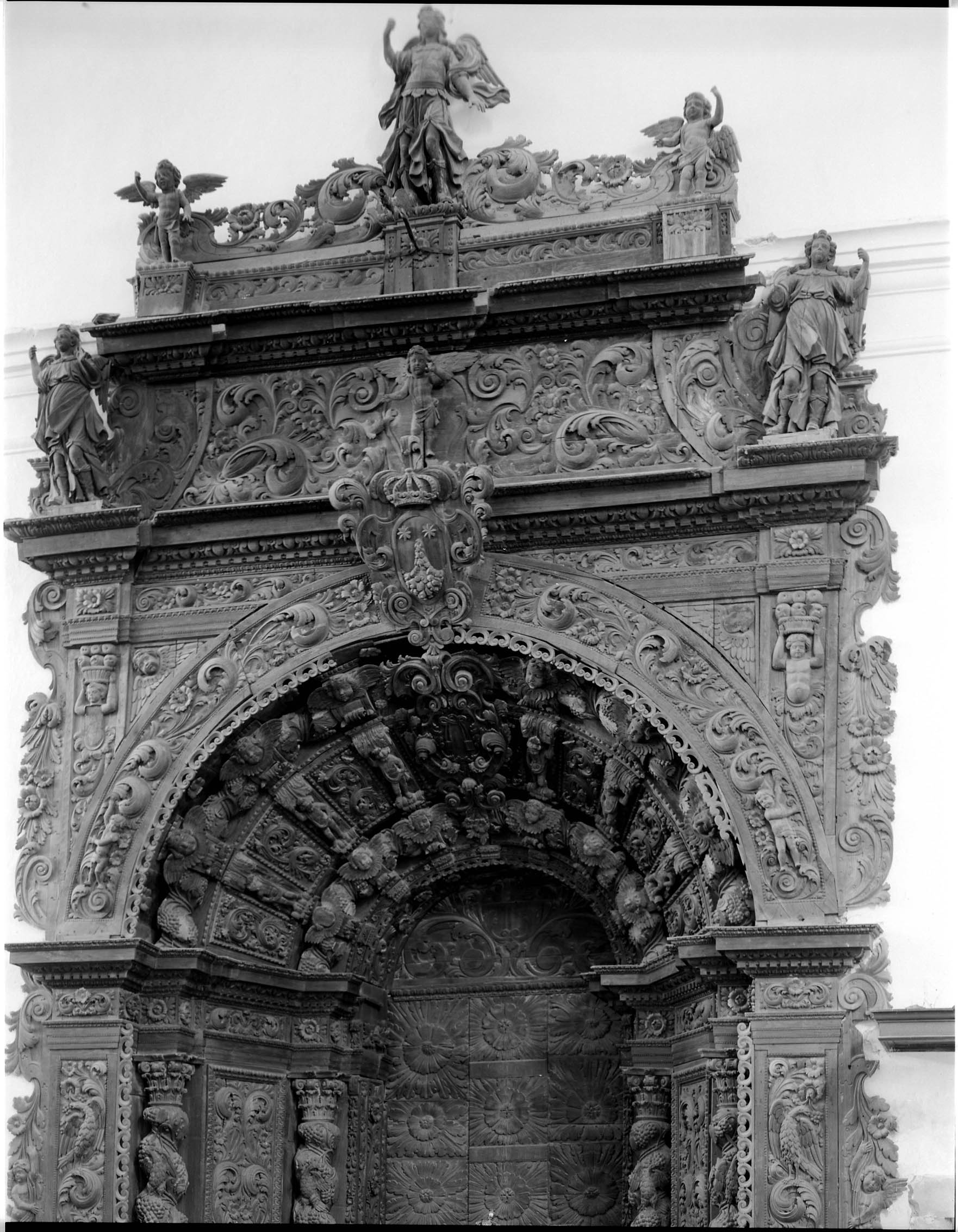
Retábulo de Nossa Senhora do Carmo
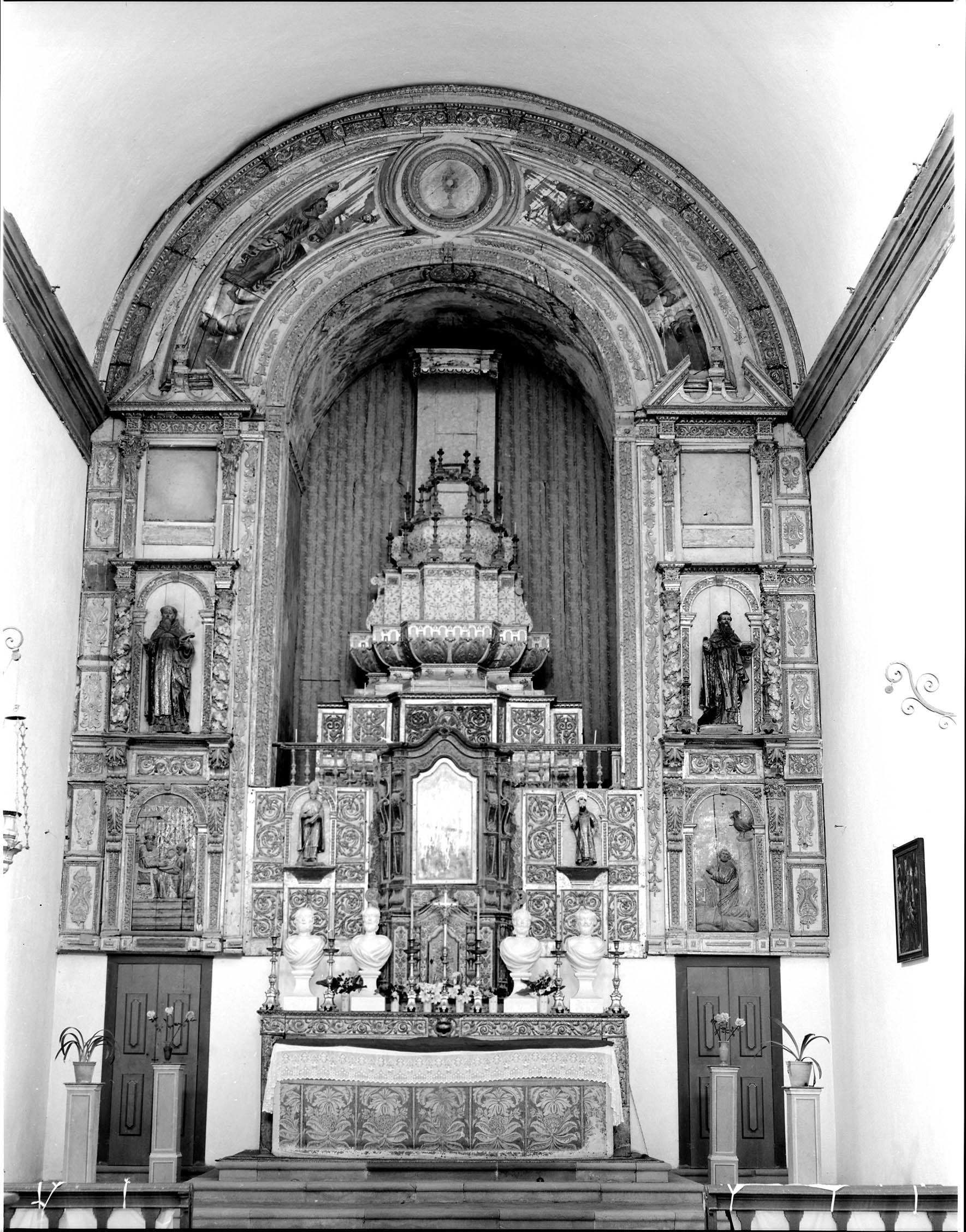
Retábulo da Capela-mor
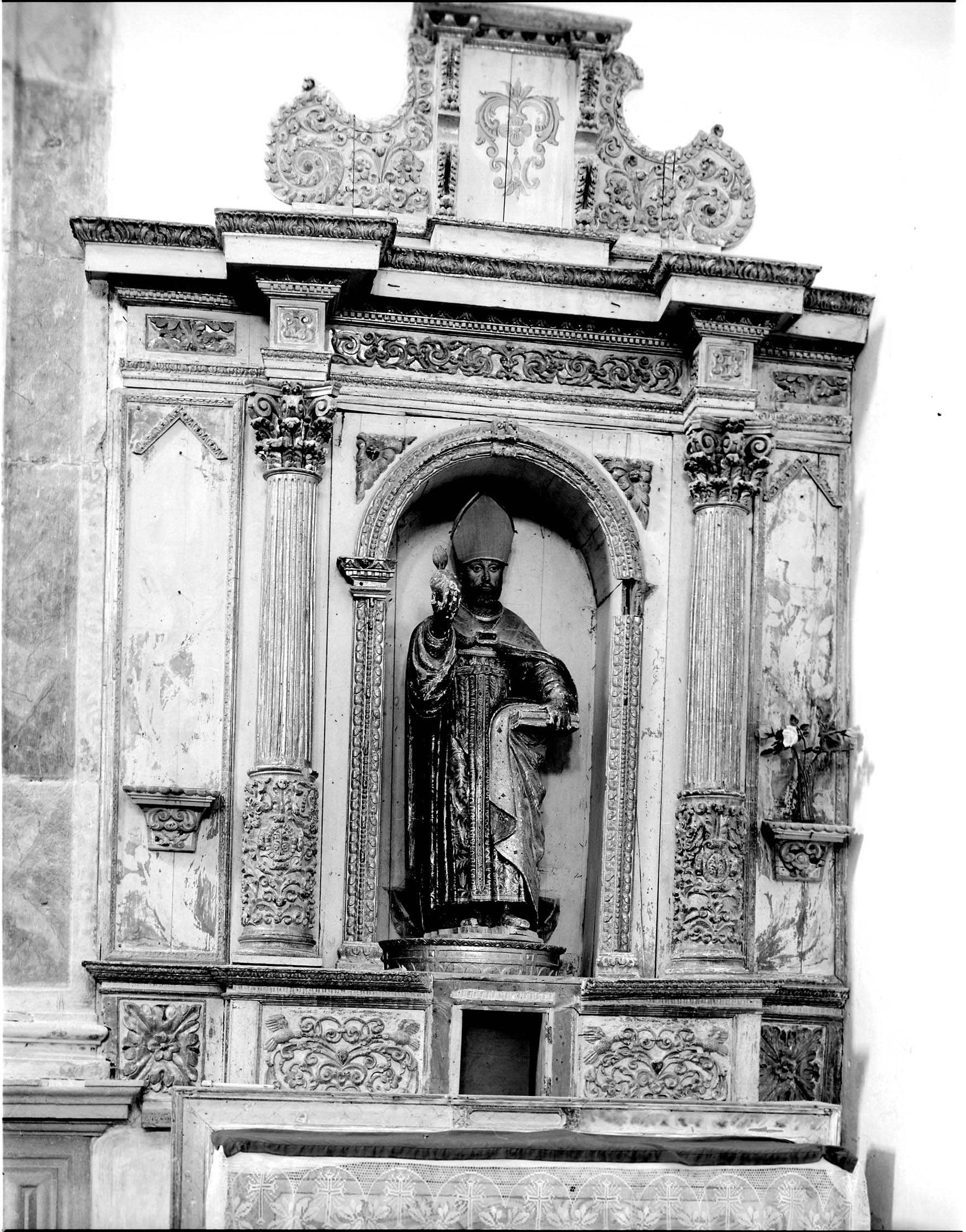
Retábulo de Santo Agostinho